# Wedge Mountain
Wedge Mountain (localement appelé The Wedge ou simplement Wedge) est le point culminant des chaînons Garibaldi en Colombie-Britannique. Il est également le sommet majeur le plus proche de la station de Whistler Blackcomb, au nord du col Wedge (en) qui le sépare du chaînon Spearhead (en).
Il a été nommé de par la forme de son sommet en coin (wedge en anglais) par le Garibaldi Park Board en 1932, de préférence à mont Vancouver qui était proposé antérieurement. Il fait partie d'un chaînon sans nom, le plus septentrional des chaînons Garibaldi, les deux autres sommets notables étant le mont Weart (surnommé « le fauteuil » du fait de son aspect) et le mont Currie (en), qui domine la réserve du même nom et la ville voisine de Pemberton.
La hauteur de culminance du sommet est calculée par la différence d'altitude avec les rivières Green (en) et Cheakamus.